# Chinesisches Roulette
Chinesisches Roulette ist ein Film des deutschen Regisseurs, Autors und Darstellers Rainer Werner Fassbinder. Der Film wurde von April bis Juni 1976 an 36 Tagen gedreht. Drehort war vorwiegend das unterfränkische Schloss Stöckach. Die Kosten beliefen sich auf ca. 1,1 Millionen DM. In sieben Jahren ist es Fassbinders 28. Spielfilm; nach dem Misserfolg von Whity (1971) der zweite, der für ein internationales Publikum produziert wurde. Die Uraufführung des Films war am 16. November 1976 beim Filmfest in Paris. Am 22. April 1977 erfolgte die Erstaufführung in der Bundesrepublik Deutschland. Der Film zeigt die kühle Rache eines an Kinderlähmung erkrankten Mädchens, das sich von ihren Eltern gehasst fühlt und Freude daran hat, die Heuchelei ihrer Mitmenschen zu entlarven.

## Handlung
Das wohlhabende Paar Ariane und Gerhard gibt vor, das Wochenende getrennt geschäftlich zu verbringen. Ihre 14-jährige gehbehinderte Tochter Angela bleibt bei der stummen Erzieherin. Tatsächlich trifft sich der Vater mit seiner Pariser Geliebten Irene. Sie fahren auf das Schloss der Familie, wo die Bedienstete Kast und ihr Sohn Gabriel den Haushalt führen. Überraschend trifft Gerhard dort auf seine Frau mit ihrem Geliebten Kolbe.
Nach kurzem Erstaunen arrangieren sich die vier lachend miteinander und beschließen, das Wochenende gemeinsam im Schloss zu verbringen. Die Haushälterin erklärt dem Hausherrn, sie hätte die Begegnung verhindert, hätte die Tochter nicht am Telefon gesagt, dass seine Frau nicht kommen würde. Insgeheim freut sie sich, dass die Heimlichtuerei der Eheleute auffliegt.
Nach dem Abendessen liest Gabriel den Schlossbesuchern wie schon bei anderen Gelegenheiten stolz aus der selbst geschriebenen Prosa vor. Da kommt auch die Tochter Angela mit der Erzieherin Traunitz ins Schloss. Als der Mutter klar wird, dass sie die Begegnung arrangiert hat, will sie auf Angela losgehen. Gerade noch hält der Vater sie davon ab.
Abends erklärt Angela Gabriel, sie sei ein Krüppel, und die Eltern würden sie dafür hassen. Als sie vor 11 Jahren erkrankt sei, habe ihr Vater das Verhältnis begonnen. Seit die Ärzte der Mutter vor 7 Jahren klargemacht hätten, dass ihre Krankheit nicht heilbar wäre, sei sie mit ihrem Geliebten zusammen.
Am nächsten Morgen schaut Angela mit anklagendem Blick in die Zimmer der Eltern und ihrer Geliebten. Der Haushälterin wirft sie vor, eine Kupplerin zu sein. Als die Erwachsenen sich fragen, wie sie den Tag verbringen, schlägt Ariane vor, eine Schießübung zu machen. Als Gerhard ihr eine Pistole reicht, zielt sie auf ihre Tochter vor dem Fenster. Gerhards Geliebte hält Ariane ab zu schießen.
Angela wünscht, dass alle zusammen zu Abend essen. Danach drängt sie darauf, „Chinesisches Roulette“ zu spielen: Ein Ratespiel mit zwei Gruppen, bei dem die eine Gruppe durch Fragen herausfinden muss, welche Person die andere Gruppe ausgewählt hat. „Zum Beispiel: Wenn die Person ein Auto wäre, welches Auto wäre sie dann?“ Die Fragen stellen die Mutter, die Haushälterin und die beiden Geliebten; Antworten geben Angela, ihre Erzieherin, der Vater und Gabriel. Nachdem jeder zwei Fragen gestellt hat und eine letzte Frage aussteht, erinnert Gerhard Ariane an „unsere berühmte Frage“, die die Mutter daraufhin stellt: „Was wäre die Person im dritten Reich gewesen?“ Die Antwort der Tochter ist klar: „KZ-Leiterin von Bergen-Belsen“.
Mit der Auflösung tut sich die Gruppe scheinbar schwer und entscheidet sich für die Haushälterin. Als die Tochter der Mutter sagt, dass sie selbst gemeint war, und lachend den Raum verlässt, greift die Mutter zur Pistole und schießt auf – Angelas geliebte Erzieherin Traunitz. Nach einem Aufschrei geht Angela bedrückt die Treppen hinunter. Gabriel sagt ihr, es sei nur ein Streifschuss gewesen, und fragt, ob sie von der Mutter getötet werden wollte. Da erklärt Angela ihm verächtlich, sie wisse seit zwei Jahren, dass er nicht selber schreibe, sondern alles stehle. Kurz darauf fällt im Schloss ein weiterer Schuss.

## Hintergrund

### Idee und Realisierung
Laut Michael Ballhaus hatte Fassbinder Fördergelder bekommen und mit ihm über einen neuen Film beraten. Sie hätten sich zunächst die Schauspieler überlegt, und Ballhaus habe ein Haus in Franken vorgeschlagen, das er für einen schönen Drehort hielt. Die drei Monate zwischen Idee und Fertigstellung seien dann für Ballhaus das Kürzeste gewesen, was er je in seiner Laufbahn erlebt habe. Fassbinder sei 14 Tage nach Paris gefahren und anschließend mit dem Drehbuch zurückgekommen. Eigentlich habe Ballhaus vermutet, dass das Drehen eine Katastrophe würde, da Fassbinder eigentlich jede Nacht ausging und immer Menschen um sich haben musste – „und da gab's nichts weit und breit (…), aber dann passierte genau das Gegenteil.“ Alle hätten in dem Haus zusammen gewohnt. Fassbinder habe gefühlt, dass er „sozusagen eine Familie hatte, er wollte da gar nicht mehr weg.“
Fassbinder sagt, der Film sei „in einer Atmosphäre entstanden, die ich als eine der Positivsten empfand, in der ich jemals gedreht habe.“ Alle hätten in einem Haus gelebt und „dieselben Spiele abends und die ganze Nacht durchgespielt, die es im Film gibt.“ Dadurch habe sich „viel an persönlichen Beziehungen verschoben, und das ist in die Arbeit eingegangen.“|
Laut Margit Carstensen ging es in dem Spiel darum, die Wahrheit zu sagen, auch wenn es weh tat. Derjenige, der gerade „als Opfer“ dran war, wurde mit präzisen Fragen in die Enge getrieben, bis die Wahrheit heraus war, wobei sich Fassbinder nicht ausgenommen habe.
Alexander Allersons Rolle wird von Erik Schumann gesprochen.

### Musik
Musik spielt im Film eine große Rolle zur Untermalung der Gefühle, die aus den Blicken der Beteiligten sprechen, wenn die Kamera sie aus vielen Perspektiven umrundet. In einer Szene wechselt der Musikstil, als Angela ihre Erzieherin Traunitz mit Krücken zu dem Lied „Radioactivity“ der seinerzeit populären Elektropop-Gruppe Kraftwerk tanzen lässt.
Peer Raben sagt auf die Interview-Frage, ob es parallel zur formalen und handwerklichen Weiterentwicklung der Grundthemen Fassbinders so etwas auch in der Musik gegeben habe: „Dazu fällt mir Chinesisches Roulette ein. Da hat er Szenen so gedreht, als entsprächen die Bewegungen der Personen einer Ballett-Choreographie. Ich konnte dann dazu eine Ballett-Musik schreiben. Das ergänzte sich so gut, dass er so etwas später immer wieder machen wollte. Es gibt in `Querelle´ Szenen, die zu laufender Musik gedreht worden sind.“

### Kamera
Nach Einschätzung von Michael Ballhaus entstanden in der Zeit drei für ihre Zusammenarbeit interessante Filme. Nach und nach habe sich ein großes Verständnis zwischen ihnen eingestellt, so dass man gewusst habe, was man miteinander machen konnte. In Chinesisches Roulette „wurde die Kamera sozusagen zu einer Person, zu einem Darsteller“. Man habe „eine Bildsprache entwickelt, die sehr genau und sehr interessant war“. Er habe bei dem Film „unglaublich viel gelernt“, und es sei „erstaunlicherweise“ eine sehr harmonische Zusammenarbeit gewesen.

### Zitat im Film
Angela zitiert ihrer Erzieherin Traunitz und der Haushälterin Kast beim Frühstück aus den Briefen von Rimbaud:

„Denn ICH ist ein anderes. Wenn das Blech als Trompete aufwacht, ist es nicht selbst daran schuld. Dies ist mir offensichtlich: helfend tätig habe ich an der Erschließung meines Gedankens teil: ich sehe und höre ihn: ich tue einen ersten Bogenstrich: in den Tiefen setzt sich der Zusammenklang in Bewegung oder er kommt jäh in einem Sprung auf die Bühne.“

Der erste Satz kommt auch in Schatten der Engel vor, der ebenfalls 1976 entstandenen Verfilmung von Fassbinders Theaterstück Der Müll, die Stadt und der Tod. Fassbinder bat Daniel Schmid den Film zu drehen und sagte ihm zur Begründung, warum er nicht selbst Regie führen wolle: „Das kann ich nicht, ich weiß gar nicht, was das ist.“ Daniel Schmid bezog das auf seine Beziehung zu dem Stück, „dass er es, weil es einfach aus ihm herausgekommen ist, als Film eben nicht selber machen wollte“.

## Fassbinder über den Film
„Die Geschichte handelt davon, dass die Personen so entfremdet sind, dass sie ihre Beziehungen zueinander fortsetzen, obwohl die längst beendet sind. Alle menschlichen Beziehungen wurden auf Wiederholungen und Rituale reduziert – das wollen wir aufdecken, aber nicht indem wir zeigen, wie die Menschen sich eigentlich verhalten oder wie sich das in ihren Gesichtern widerspiegelt, sondern wir wollen es mit den Bewegungen der Kamera zeigen. Wenn die Kamera sich sehr lange um etwas Totes herum bewegt, dann wird das Tote als tot erkennbar, und dann wird die Sehnsucht nach etwas Lebendigem entstehen können, und deshalb wird man sich danach sehnen, mit dem bürgerlichen Ritual zu brechen. Ich habe versucht, einen Film zu machen, der die Künstlichkeit, die künstliche Form bis ins Äußerste treibt, um sie hinterher vollkommen in Frage stellen zu können. Ich bin ziemlich sicher, dass es in der Filmgeschichte keinen einzigen Film gibt, der so viele Kamerabewegungen, Kamerafahrten und Gegenbewegungen der Schauspieler enthält wie dieser.(…) Für mich ist das so, dass die Rituale sich in den Spiegeln fortsetzen und von den Spiegeln gebrochen werden, und ich hoffe, dass sich diese Brechungen in das Unterbewusstsein des Zuschauers einprägen werden, so dass er bereit ist, mit diesen Ritualen, den Endprodukten einer bürgerlichen Lebensform, zu brechen. Aber natürlich ist es zuviel verlangt, sich von einem Film diese oder jene Wirkung zu erhoffen.“

„Ich habe den Film vor allem deswegen gemacht, weil er scheinbar ein Film über die Ehe ist, und weil gerade das so infam ist, dass er genauer sagt, wie falsch und zerstörerisch Ehen sind, als andere Filme, die scheinbar offener gegen die Ehe gerichtet sind. (…) Die Ehe als Institution gibt den Leuten eine Scheinsicherheit des Zueinandergehörens, die sie nicht mehr zwingt, eben diese Sicherheit ständig auf eine positive und zärtliche Art zu überprüfen; sie werden erst gezwungen, das zu tun, wenn es Konflikte gibt. Das heißt, wenn es Konflikte gibt, ist die Ehe schon kaputt. Dann wird nur noch gekittet.“

## Kritiken
„Chinesisches Roulette, im Gegensatz zu dem mit Bedacht überaus kunstlos, geradezu grob inszenierten Satansbraten mit artifizieller Perfektion ausgestattet: ein bis ins kleinste szenische Detail durchkomponiertes Kammerspiel, Fassbinders ausgeklügeltste Inszenierung seit den Bitteren Tränen der Petra von Kant, ein ganz leiser, intimistischer, aber überhaupt nicht larmoyanter Film, der seine ungemein intensive innere Spannung aus der Konfrontation von acht Figuren innerhalb eines geschlossenen Interieur bezieht. (…) Noch einmal beweist sich Fassbinders Neigung, seine Figuren bis zum Äußersten bloßzustellen, eine Radikalität, die hier freilich gefiltert ist durch eine strenge Inszenierung: Ständige, oft kaum merkliche Kamerabewegungen von bewundernswerter Präzision definieren das Verhältnis der Figuren untereinander, schaffen immer wieder neue Konstellationen, bis eigentlich jede Entwicklung möglich scheint. Fassbinders Schauspieler (…) agieren diesmal überaus konzentriert und zurückhaltend: ein stärkerer Gegensatz als zwischen Satansbraten und Chinesisches Roulette erscheint kaum möglich.“

„Dabei unterschlägt das Tempo der Erzählweise nie, was die Personen zerstört, wieviel Leid und Verzweiflung auch in ihnen verborgen liegt. (…) So bleibt dann doch Betroffenheit zurück im Zuschauer – und auch genügend Distanz, sich ihrer bewusst zu werden.“

„Sehenswert wird die im Grunde banale Geschichte, die sehr nach einem für den Fassbinderschen Hausgebrauch zurechtgestutzten Existenzialismus aussieht, durch die vollendete Form der Inszenierung: die elegante Kameraführung (Michael Ballhaus) definiert mit subtilen, kaum merklichen Bewegungen die Beziehungen der Figuren zueinander, das Darsteller-Ensemble, in dem neben Fassbinder-Schauspielern wie Margit Carstensen und Ulli Lommel auch die französischen Stars Macha Meril und Anna Karina agieren, besticht durch seine Homogenität. Kühl und überlegt setzt Fassbinder Muster und Mittel des Melodrams ein, wie ein Mathematiker, der eine Gleichung beweisen will. So ist ein sehr künstliches und sehr kunstvolles Gebilde voller melodramatischer Symmetrien entstanden, in dessen formalem Gerüst die Menschen wie Marionetten zappeln. Eine Geometrie der Kälte und der menschlichen Langeweile.“

„Die Rollen scheinen völlig vertauscht. Es ist der Tausch, der Mehrwert – wie Marx sagen würde –, der die Beziehungen der Handelnden bestimmt. Das Ehepaar ist nicht mehr wirklich zusammen und beisammen, ihre Tochter ist in der Gefühlswelt der Eltern, besonders der Mutter, nicht mehr Tochter, sondern: Ballast. Man hat die Partner gewechselt und eine Gouvernante, Traunitz, noch dazu stumm, ist so etwas wie die soziale Mutter Angelas. Die Lüge, der Betrug und die kontinuierliche Anspannung beherrschen die Szenerie, die man – als die beiden Paare sich im Schloss begegnen – durch Lachen lösen will. Doch das wirkt nur momentan. Der Tausch ist längst vollzogen, nicht nur der Partnertausch im Verhältnis zur weiter existierenden offiziösen Ehe der Eltern, auch der Elterntausch. Dazwischen steht Angela, die mit ihrem geschienten Bein auf Krücken durch das Schloss geht, in die Zimmer schaut und den Eltern den Spiegel vorhält angesichts ihres gescheiterten Lebens.
Die beiden Paare pflegen ihre neuen Tauschbeziehungen – man könnte sagen: solange nicht ein anderes „Gut“ auftaucht, das die lockeren Beziehungen wieder löst und neue statuiert. Der Sex ist das einzige Bindemittel, der Markt, auf dem die Tauschbeziehungen sich regeln, die Geschäftsbeziehungen existieren. Angela erscheint als eine Art Ausgestoßene, eine vom Markt verdrängte – verdrängt, weil sie „nichts bringt“, eine Arbeitslose, eine Schwerbehinderte, ein Krüppel, der der Wohlfahrt übereignet wurde: Traunitz, der stummen Wohlfahrt, die macht, was sie machen kann.“

„Chinesisches Roulette ist ein hochstilisiertes, brillant inszeniertes Psychodrama, in dem die ausweglosen Denk- und Körperbewegungen der Protagonisten zu einem fatalen Ballett arrangiert werden. Die Kamera von Michael Ballhaus umkreist die Figuren, die hinter ultramodernen Plexiglasmöbeln Schutz suchen und sich in Spiegeln verdoppeln. Die formalen Manierismen weisen die Inszenierung als intellektuelles Produkt aus, als unterkühlte Demonstration, wie Menschen zu Monstern werden.“

„Chinesisches Roulette ist die Vollendung der Fassbinderschein Raum-Figur-Konstellation. In keinem anderen Film stellt er besser unter Beweis, wie wichtig ihm die Komposition von Körpern und Gruppen ist, und kein anderer Film ist so gefüllt mit Spiegelungen, Rahmungen, Fensterblicken und Türöffnungen, mit Transparentem und Verdecktem, mit Ängsten und Sehnsüchten, denn all diese Formen zeigen nur die zerstörte Gefühlswelt der Figuren Fassbinders.“

„In der letzten Einstellung des von Michael Ballhaus und seiner kreisenden Kamera kunstvoll im Spiegelsaal des Schlosses aufgenommenen stilisierten Psycho-Melodramas zieht eine Prozession am fränkischen Schloss vorbei. Bis dahin hat Rainer Werner Fassbinders Starbesetzung (…) aufgestaute Aggressionen, verletzte Liebe, gekränkte Gefühle, Hass und unterdrückte Unzufriedenheiten explosiv freigesetzt. Von RWF kompromisslos inszeniert.“

Weitere Kritiken:
- Brigitte Jeremias, Frankfurter Allgemeine Zeitung, 23. November 1976.
- Wolfram Schütte, Frankfurter Rundschau, 25. November 1976.
- Peter W. Jansen, Vorwärts, 28. April 1977.
- Sven Hansen, Die Welt, 13. Mai 1977.
- Sebastian Feldmann, film-dienst, 24. Mai 1977.
- Norbert Jochum, Tagesspiegel, 14. Mai 1977.
- Günther Kriewitz, Stuttgarter Zeitung, 29. April 1977.
- Eckhart Schmidt, Deutsche Zeitung / Christ und Welt, 29. April 1977.
- Balts Livio, Neue Zürcher Zeitung, 19./20. Mai 1977.
- Edgar Wettstein, Zoom-Filmberater, 11/1977.
- Rolf Wiest, Kölner Stadt-Anzeiger, 18./19. Juni 1977.